# Chronos Materia
A Chronos Materia (クロノス・マテリア) szerepjáték lett volna, melyet a tervek szerint a Gust fejlesztett és a Koei Tecmo jelentetett volna meg, kizárólag PlayStation Vita kézikonzolra.

## Játékmenet
A Chronos Materia a hagyományos szerepjátékok és a közösségi játékok elemeit keveri, és hasonlóan a Gust Atelier sorozatához nagy szerepet kap benne a tárgyak gyűjtése és azok szintetizálása. A játékban nyolc szereplőosztályba, így boszorkány, démoni kardforgató, idéző, énekes, Amateraszu-harcos, valkűr, holdvarázslónő vagy faisten sorolható homunculusokat is lehet alkotni, amiket csatába lehet küldeni vagy tárgyak szintetizálására is lehet utasítani. A szoftver egyik alappillére a „végtelen körforgás” (悠久巡り) névre keresztelt rendszeren keresztüli időutazás, amely segítségével vissza lehet utazni az időben, hogy a korábban le nem győzött ellenfelekkel is elbánhassanak a játékosok, illetve, hogy megakadályozhassanak bizonyos eseményeket, amelyekkel új helyszínek is elérhetővé válhatnak.

## Szereplők
Iris (アイリス)
Szinkronhangja: Aiszaka Júka  (japán)
Csendes, jószívű fiatal lány, aki önbizalomhiányban szenved. Álma, hogy nagyszerű alkimista legyen, hogy segíteni tudja a körülötte élő embereket.
Thyme (タイム)
Szinkronhangja: Nakamura Csisze  (japán)
Kalandvágyó fiatalember, aki előbb cselekszik, minthogy gondolkodna.
Primula (プリムラ)
Szinkronhangja: Ikuta Josiko  (japán)
Határozott, nyugodt személyiségű lány erős kötelességtudattal. Kicsit gyáva, makacs, alkalmanként magányosnak érzi magát.
Sion (シオン)
Szinkronhangja: Fukamacsi Tosinari  (japán)
Határozatlan fiatalember, akinek elemzőkészsége verhetetlen. Nehezen tudja kifejezni magát, ezért általában komolytalan személyiséget vesz fel.
Licorice (リコリス)
Szinkronhangja: Szekine Akira  (japán)
Vidám és pozitív hozzáállású fiatal lány. Realista, különös figyelemmel van a többiek érzéseire. Természete miatt gyakran kihasználják.

## Fejlesztés
A játékot hivatalosan először 2013 júniusának végén, a Dengeki PlayStation egyik számában jelentették be 2013. szeptember 26-ai megjelenéssel. A szoftver nem jelent meg a kitűzött időpontban, kiadását később meghatározandó időpontra csúsztatták, fejlesztéséről azóta sincs hír. A játékot a japán Famicú szaklap 2016 áprilisában megjelent lapszámában hivatalosan is törölték.